# Alfred Theuer
Alfred Julian Theuer (ur. 1 października 1892, zm. ?) – polski łyżwiarz figurowy, działacz i sędzia łyżwiarski, arbiter lekkoatletyczny i hokeja na lodzie, kapitan żandarmerii Wojska Polskiego II RP i Polskich Sił Zbrojnych.

## Życiorys
Urodził się 1 października 1892. Kształcił się w C. K. II Szkole Realnej we Lwowie (w 1909 ukończył IV klasę).

### Służba wojskowa
Został przyjęty do Wojska Polskiego. Pierwotnie mianowany porucznikiem piechoty. Od 30 czerwca 1920 roku był dowódcą plutonu żandarmerii 3 Dywizji Piechoty Legionów. 1 czerwca 1921 roku pełnił służbę w 2 dywizjonie żandarmerii polowej, a jego oddziałem macierzystym był dywizjon żandarmerii wojskowej Nr 7 w Poznaniu.
3 maja 1922 roku został zweryfikowany w stopniu porucznika ze starszeństwem z dniem 1 czerwca 1919 roku i 47. lokatą w korpusie oficerów żandarmerii, a jego oddziałem macierzystym był nadal 7 dywizjon żandarmerii w Poznaniu. W 1923 roku był dowódcą plutonu Żandarmerii Kalisz. W 1924 roku został przeniesiony do 6 dywizjonu żandarmerii we Lwowie. W maju 1930 roku został przeniesiony do 1 dywizjonu żandarmerii w Warszawie na stanowisko oficera do zleceń. 30 września tego roku został przesunięty na stanowisko oficera śledczego. 2 grudnia 1930 roku Prezydent Rzeczypospolitej Ignacy Mościcki nadał mu z dniem 1 stycznia 1931 roku stopień kapitana w korpusie oficerów żandarmerii i 5. lokatą. Jednocześnie zezwolił na nałożenie oznak nowego stopnia przed 1 stycznia 1931 roku.
15 i 16 grudnia 1930 roku przesłuchiwał majora Kazimierza Kubalę w głośnej sprawie rozesłania przez niego anonimu oskarżającego pułkownika Ludomiła Rayskiego, a następnie był świadkiem w procesie sądowym majora.
W latach 1935–1939 był dowódcą Plutonu Żandarmerii Warszawa II (Cytadela Warszawska, blok 62). W czasie kampanii wrześniowej 1939 roku był referentem w biurze dowódcy żandarmerii Armii „Modlin”, majora Tadeusza Kurzei.
Od stycznia do czerwca 1940 roku był dowódcą plutonu szkolnego w Szwadronie Zapasowym Żandarmerii w obozie Coëtquidan we Francji. 18 czerwca na czele plutonu opuścił obóz udając się do Radon Maximin. 20 czerwca utracił łączność ze Szwadronem Zapasowym Żandarmerii, który odpłynął z portu rybackiego w La Turballe na wyspę Île d’Yeu.

### Kariera sportowa
W okresie II Rzeczypospolitej był aktywnie zaangażowany w sport. Uprawiał łyżwiarstwo figurowe. Startując w konkurencji par wspólnie z lwowianką Martą Rudnicką zdobył tytuł wicemistrzów Polski w 1931, 31 stycznia 1932 oboje zdobyli mistrzostwo Warszawy, 8 stycznia 1933 zwyciężyli w zawodach w Zakopanem, pod koniec tego miesiąca wygrali mistrzostwa Warszawy, a w lutym 1933 zajęli drugie miejsce we Wszechsłowiańskich Mistrzostwach Łyżwiarskich w morawskiej Ostrawie, 12 marca 1933 wygrali zawody w Wilnie (początkowo para Rudnicka / Theuer była określana jako lwowska, później jako warszawska).
Później startował w parze z Barbarą Chachlewską: uczestniczyli w zawodach Mistrzostw Polski 1934, zajmowali drugie miejsce we Wszechsłowiańskich Mistrzostwach Łyżwiarskich w Warszawie w dniach 2–4 lutego 1934 oraz w międzynarodowych zawodach w Zakopanem 6 stycznia 1935, zajęli ostatnie ósme miejsce w mistrzostwach świata edycji 1935 w Budapeszcie, w 1936 zdobyli złoty medal mistrzostw Polski, a następnie ponownie wicemistrzostwo Polski 21 lutego 1937 w Katowicach, 23 stycznia 1938 w Zakopanem. Oboje startowali w barwach Warszawskiego Towarzystwa Łyżwiarskiego.
| Zawody międzynarodowe | Zawody międzynarodowe | Zawody międzynarodowe | Zawody międzynarodowe | Zawody międzynarodowe | Zawody międzynarodowe | Zawody międzynarodowe | Zawody międzynarodowe | Zawody międzynarodowe | Zawody międzynarodowe |
| Zawody | 1930                  | 1931                  | 1932                  | 1933                  | 1934                  | 1935                  | 1936                  | 1937                  | 1938                  |
| --- | --------------------- | --------------------- | --------------------- | --------------------- | --------------------- | --------------------- | --------------------- | --------------------- | --------------------- |
| Mistrzostwa Świata |                       |                       |                       |                       |                       | 8                     |                       |                       |                       |
| Mistrzostwa Wszechsłowiańskie |                       |                       |                       | 2                     | 2                     |                       |                       |                       |                       |
| Turniej Międzynarodowy w Zakopanem |                       |                       |                       | 1                     |                       | 2                     |                       |                       | 2                     |
| Zawody krajowe |                       |                       |                       |                       |                       |                       |                       |                       |                       |
| Mistrzostwa Polski | 2                     | 2                     | 2                     | 2                     | ?                     |                       | 1                     | 2                     |                       |
| Mistrzostwa Warszawy |                       |                       | 1                     | 1                     |                       |                       |                       |                       |                       |
| Krajowe Zawody w Wilnie |                       |                       |                       | 1                     |                       |                       |                       |                       |                       |
| * W latach 1930–1933, starty z Martą Rudnicką, przy czym niektóre źródła podają informację o zdobyciu srebrnego medalu Mistrzostw Polski w latach 1931–1933 w duecie z Wandą Żmudzińską. * W latach 1934–1938, starty z Barbarą Chachlewską. |                       |                       |                       |                       |                       |                       |                       |                       |                       |

6 grudnia 1926 został członkiem zarządu Lwowskiego Towarzystwa Łyżwiarskiego. Był sędzią hokeja na lodzie, będąc rozjemcą podczas meczów towarzyskich we Lwowie, w Katowicach, jak również był arbitrem podczas turnieju finałowego Mistrzostw Polski 1928/1929 rozgrywanego w Krynicy.
Pod kierunkiem Alfreda Theuera i trenera PZŁ Juroka w dniach 15–27 listopada 1932 został zorganizowany treningowych kurs łyżwiarski dla zaawansowanych łyżwiarzy w dniach 14–27 listopada 1932. 26 kwietnia 1931 i 20 września 1936 był wybierany jednym z wiceprezesów zarządu Polskiego Związku Łyżwiarskiego. W tej funkcji 30 listopada 1936 przedstawił plany PZŁ wobec braku sztucznych lodowisk w Polsce.
Był sędzią łyżwiarstwa figurowego, np. podczas Mistrzostw Europy par sportowych 1938 w Opawie, mistrzostw świata w Berlinie w dniach 17–21 marca 1938, gdzie był także kierownikiem polskiej kadry. Jako przedstawiciel z ramienia PZŁ został członkiem komisji sędziowskiej podczas zawodów Mistrzostw Europy w łyżwiarstwie figurowym zaplanowanych na 3–6 lutego 1939 w Zakopanem.
Pod koniec 1928 został mianowany przez Polski Związek Lekkiej Atletyki sędzią okręgowym w strukturze Lwowskiego Okręgowym Związku Lekkiej Atletyki. Na początku marca 1936 został wybrany członkiem komisji rewizyjnej nowego zarządu PZLA. Został wyznaczony delegatem PZLA na Mistrzostwa Polski kobiet w Lekkoatletyce 1938 w dniach 30–31 lipca 1938 w Grudziądzu.
Przed 1939 łyżwiarstwo figurowe w barwach WTŁ uprawiała także zawodniczka Theuer-Dąbrowska. W powstaniu warszawskim poległ plut. Alfred Theuer ps. „Wolski”.

## Ordery i odznaczenia
- Krzyż Walecznych (dwukrotnie: przed 1924)
- Złoty Krzyż Zasługi[66]
- Srebrny Krzyż Zasługi (10 listopada 1928)[67]